# Cupa Campionilor Europeni 1976-1977
Cupa Campionilor Europeni în sezonul 1976-1977 a fost câștigată, pentru prima dată de Liverpool FC, care a învins-o în finală pe formația germană Borussia Mönchengladbach.

## Prima rundă
| Echipa 1         | Scor gen. | Echipa 2                 | Tur | Retur |
| ---------------- | --------- | ------------------------ | --- | ----- |
| Rangers          | 1–2       | Zürich                   | 1–1 | 0–1   |
| Sliema Wanderers | 2–21      | TPS                      | 2–1 | 0–1   |
| Ferencváros      | 11–3      | Jeunesse Esch            | 5–1 | 6–2   |
| Dynamo Dresda    | 2–0       | Benfica                  | 2–0 | 0–0   |
| ȚSKA Sofia       | 0–1       | Saint-Étienne            | 0–0 | 0–1   |
| Dundalk          | 1–7       | PSV                      | 1–1 | 0–6   |
| ÍA               | 3–6       | Trabzonspor              | 1–3 | 2–3   |
| Liverpool        | 7–0       | Crusaders                | 2–0 | 5–0   |
| Viking           | 2–3       | Baník Ostrava            | 2–1 | 0–2   |
| Køge             | 1–7       | Bayern München           | 0–5 | 1–2   |
| Dinamo Kiev      | 5–0       | Partizan                 | 3–0 | 2–0   |
| Omonia           | 1–3       | PAOK                     | 0–2 | 1–1   |
| Torino           | 3–2       | Malmö FF                 | 2–1 | 1–1   |
| Austria Vienna   | 1–3       | Borussia Mönchengladbach | 1–0 | 0–3   |
| Stal Mielec      | 1–3       | Real Madrid              | 1–2 | 0–1   |
| Club Brugge      | 3–2       | Steaua București         | 2–1 | 1–1   |

1 TPS s-a calificat în a doua rundă datorită golului marcat în deplasare.

### Prima manșă
| Rangers     | 1–1     | Zürich       |
| ----------- | ------- | ------------ |
| Parlane 34' | Detalii | Cucinotta 1' |

| Sliema Wanderers  | 2–1     | TPS          |
| ----------------- | ------- | ------------ |
| Aquilina 60', 76' | Detalii | Manninen 70' |

| Ferencváros                                        | 5–1     | Jeunesse Esch |
| -------------------------------------------------- | ------- | ------------- |
| Nyilasi 14', 22' Magyar 35' Onhausz 48' Ebedli 79' | Detalii | Giuliani 11'  |

| Dynamo Dresda        | 2–0     | Benfica |
| -------------------- | ------- | ------- |
| Kotte 74' Riedel 78' | Detalii |         |

| ȚSKA Sofia | 0–0     | Saint-Étienne |
| ---------- | ------- | ------------- |
|            | Detalii |               |

| Dundalk     | 1–1     | PSV                 |
| ----------- | ------- | ------------------- |
| McDowall 6' | Detalii | van der Kuijlen 75' |

| ÍA            | 1–3     | Trabzonspor                  |
| ------------- | ------- | ---------------------------- |
| Sveinsson 56' | Detalii | Perekli 35' Denizci 85', 87' |

| Liverpool                   | 2–0     | Crusaders |
| --------------------------- | ------- | --------- |
| Neal 18' (pen.) Toshack 64' | Detalii |           |

| Viking                    | 2–1     | Baník Ostrava |
| ------------------------- | ------- | ------------- |
| Valen 13' Johannessen 28' | Detalii | Slaný 81'     |

| Køge | 0–5     | Bayern München                                     |
| ---- | ------- | -------------------------------------------------- |
|      | Detalii | Torstensson 3', 23' Müller 19', 33' Dürnberger 63' |

| Dinamo Kiev                                    | 3–0     | Partizan |
| ---------------------------------------------- | ------- | -------- |
| Onyshchenko 7' Troshkin 80' Blokhin 88' (pen.) | Detalii |          |

| Omonia | 0–2     | PAOK                   |
| ------ | ------- | ---------------------- |
|        | Detalii | Koudas 38' Sarafis 87' |

| Torino                   | 2–1     | Malmö FF       |
| ------------------------ | ------- | -------------- |
| Mozzini 44' Graziani 90' | Detalii | K. Jönsson 87' |

| Austria Vienna | 1–0     | Borussia Mönchengladbach |
| -------------- | ------- | ------------------------ |
| Daxbacher 23'  | Detalii |                          |

| Stal Mielec  | 1–2     | Real Madrid                  |
| ------------ | ------- | ---------------------------- |
| Sekulski 74' | Detalii | Santillana 6' del Bosque 52' |

| Club Brugge                     | 2–1     | Steaua București |
| ------------------------------- | ------- | ---------------- |
| Davies 55' (pen.) Verheecke 81' | Detalii | Troi 60'         |

### A doua manșă
| Zürich        | 1–0     | Rangers |
| ------------- | ------- | ------- |
| Martinelli 8' | Detalii |         |

Zürich a învins-o pe Rangers 2–1.
| TPS         | 1–0     | Sliema Wanderers |
| ----------- | ------- | ---------------- |
| Suhonen 85' | Detalii |                  |

TPS a învins-o pe Sliema Wanderers 2–2 datorită golului marcat în deplasare.
| Jeunesse Esch   | 2–6     | Ferencváros                                            |
| --------------- | ------- | ------------------------------------------------------ |
| Zwally 45', 47' | Detalii | Nyilasi 2', 27' Pusztai 43', 90' Szabó 65', 67' (pen.) |

Ferencváros a învins-o pe Jeunesse Esch 11–3.
| Benfica | 0–0     | Dynamo Dresda |
| ------- | ------- | ------------- |
|         | Detalii |               |

Dynamo Dresda a învins-o pe Benfica 2–0.
| Saint-Étienne | 1–0     | ȚSKA Sofia |
| ------------- | ------- | ---------- |
| Piazza 31'    | Detalii |            |

Saint-Étienne a învins-o pe ȚSKA Sofia 1–0.
| PSV                                                               | 6–0     | Dundalk |
| ----------------------------------------------------------------- | ------- | ------- |
| van der Kuijlen 19' Postuma 33' van de Kerkhof 38', 52', 59', 90' | Detalii |         |

PSV a învins-o pe Dundalk 7–1.
| Trabzonspor           | 3–2     | ÍA                         |
| --------------------- | ------- | -------------------------- |
| Tok 8', 49' Çınar 70' | Detalii | Thordarson 18', 55' (pen.) |

Trabzonspor a învins-o pe ÍA 6–3.
| Crusaders | 0–5     | Liverpool                                              |
| --------- | ------- | ------------------------------------------------------ |
|           | Detalii | Keegan 34' Johnson 81', 90' McDermott 84' Heighway 87' |

Liverpool a învins-o pe Crusaders 7–0.
| Baník Ostrava    | 2–0     | Viking |
| ---------------- | ------- | ------ |
| Vojáček 28', 54' | Detalii |        |

Baník Ostrava a învins-o pe Viking 3–2.
| Bayern München                 | 2–1     | Køge        |
| ------------------------------ | ------- | ----------- |
| Beckenbauer 7' Torstensson 74' | Detalii | Poulsen 34' |

Bayern München a învins-o pe Køge 7–1.
| Partizan | 0–2     | Dinamo Kiev                      |
| -------- | ------- | -------------------------------- |
|          | Detalii | Muntyan 11' (pen.) Slobodyan 65' |

Dinamo Kiev a învins-o pe Partizan 5–1.
| PAOK        | 1–1     | Omonia               |
| ----------- | ------- | -------------------- |
| Sarafis 72' | Detalii | Dimitriou 33' (pen.) |

PAOK a învins-o pe Omonia 3–1.
| Malmö FF             | 1–1     | Torino     |
| -------------------- | ------- | ---------- |
| Ljungberg 57' (pen.) | Detalii | P. Sala 3' |

Torino a învins-o pe Malmö FF 3–2.
| Borussia Mönchengladbach                    | 3–0     | Austria Viena |
| ------------------------------------------- | ------- | ------------- |
| Stielike 39' Bonhof 54' (pen.) Heynckes 57' | Detalii |               |

Borussia Mönchengladbach a învins-o pe Austria Viena 3–1.
| Real Madrid | 1–0     | Stal Mielec |
| ----------- | ------- | ----------- |
| Pirri 64'   | Detalii |             |

Real Madrid a învins-o pe Stal Mielec 3–1.
| Steaua București | 1–1     | Club Brugge |
| ---------------- | ------- | ----------- |
| Vigu 25'         | Detalii | Lambert 71' |

Club Brugge a învins-o pe Steaua București 3–2.

## A doua rundă
| Echipa 1             | Scor gen. | Echipa 2                 | Tur | Retur |
| -------------------- | --------- | ------------------------ | --- | ----- |
| Zürich               | 3–0       | TPS                      | 2–0 | 1–0   |
| Ferencváros          | 1–4       | Dynamo Dresda            | 1–0 | 0–4   |
| Saint-Étienne        | 1–0       | PSV                      | 1–0 | 0–0   |
| Trabzonspor          | 1–3       | Liverpool                | 1–0 | 0–3   |
| TJ Baník OKD Ostrava | 2–6       | Bayern München           | 2–1 | 0–5   |
| Dinamo Kiev          | 6–0       | PAOK                     | 4–0 | 2–0   |
| Torino               | 1–2       | Borussia Mönchengladbach | 1–2 | 0–0   |
| Real Madrid          | 0–2       | Club Brugge              | 0–0 | 0–2   |

### Prima manșă
| Zürich                       | 2–0     | TPS |
| ---------------------------- | ------- | --- |
| Cucinotta 17' Scheiwiler 71' | Detalii |     |

| Ferencváros | 1–0     | Dynamo Dresda |
| ----------- | ------- | ------------- |
| Onhausz 34' | Detalii |               |

| Saint-Étienne | 1–0     | PSV |
| ------------- | ------- | --- |
| Piazza 61'    | Detalii |     |

| Trabzonspor     | 1–0     | Liverpool |
| --------------- | ------- | --------- |
| Usta 62' (pen.) | Detalii |           |

| TJ Baník OKD Ostrava | 2–1     | Bayern München |
| -------------------- | ------- | -------------- |
| Lorenc 11' Lička 27' | Detalii | Müller 53'     |

| Dinamo Kiev                               | 4–0     | PAOK |
| ----------------------------------------- | ------- | ---- |
| Buryak 12', 22' Kolotov 27' Slobodyan 60' | Detalii |      |

| Torino      | 1–2     | Borussia Mönchengladbach  |
| ----------- | ------- | ------------------------- |
| P. Sala 64' | Detalii | Vogts 28' Klinkhammer 79' |

| Real Madrid | 0–0     | Club Brugge |
| ----------- | ------- | ----------- |
|             | Detalii |             |

### A doua manșă
| TPS | 0–1     | Zürich        |
| --- | ------- | ------------- |
|     | Detalii | Cucinotta 70' |

Zürich a învins-o pe TPS 3–0.
| Dynamo Dresda                                | 4–0     | Ferencváros |
| -------------------------------------------- | ------- | ----------- |
| Heidler 42' Schmuck 52' Riedel 59' Kotte 73' | Detalii |             |

Dynamo Dresda a învins-o pe Ferencváros 4–1.
| PSV | 0–0     | Saint-Étienne |
| --- | ------- | ------------- |
|     | Detalii |               |

Saint-Étienne a învins-o pe PSV 1–0.
| Liverpool                          | 3–0     | Trabzonspor |
| ---------------------------------- | ------- | ----------- |
| Heighway 8' Johnson 10' Keegan 19' | Detalii |             |

Liverpool a învins-o pe Trabzonspor 3–1.
| Bayern München                                                | 5–0     | TJ Baník OKD Ostrava |
| ------------------------------------------------------------- | ------- | -------------------- |
| Müller 15', 49' Rummenigge 37' Kapellmann 71' Torstensson 74' | Detalii |                      |

Bayern München a învins-o pe TJ Baník OKD Ostrava 6–2.
| PAOK | 0–2     | Dinamo Kiev             |
| ---- | ------- | ----------------------- |
|      | Detalii | Kolotov 73' Blokhin 82' |

Dinamo Kiev a învins-o pe PAOK 6–0.
| Borussia Mönchengladbach | 0–0     | Torino |
| ------------------------ | ------- | ------ |
|                          | Detalii |        |

Borussia Mönchengladbach a învins-o pe Torino 2–1.
| Club Brugge                     | 2–0     | Real Madrid |
| ------------------------------- | ------- | ----------- |
| le Fevre 18' Rubiñán 45' (o.g.) | Detalii |             |

Club Brugge a învins-o pe Real Madrid 2–0.

## Sferturi
| Echipa 1                 | Scor gen. | Echipa 2      | Tur | Retur |
| ------------------------ | --------- | ------------- | --- | ----- |
| Zürich                   | 4–41      | Dynamo Dresda | 2–1 | 2–3   |
| Saint-Étienne            | 2–3       | Liverpool     | 1–0 | 1–3   |
| Bayern München           | 1–2       | Dinamo Kiev   | 1–0 | 0–2   |
| Borussia Mönchengladbach | 3–2       | Club Brugge   | 2–2 | 1–0   |

1 Zürich s-a calificat în SemiFinalae datorită golului marcat în deplasare.

### Prima manșă
| Zürich                 | 2–1     | Dynamo Dresda |
| ---------------------- | ------- | ------------- |
| Cucinotta 41' Risi 90' | Detalii | Kreische 77'  |

| Saint-Étienne | 1–0     | Liverpool |
| ------------- | ------- | --------- |
| Bathenay 78'  | Detalii |           |

| Bayern München | 1–0     | Dinamo Kiev |
| -------------- | ------- | ----------- |
| Künkel 43'     | Detalii |             |

| Borussia Mönchengladbach | 2–2     | Club Brugge           |
| ------------------------ | ------- | --------------------- |
| Kulik 43' Simonsen 62'   | Detalii | Cools 23' Courant 38' |

### A doua manșă
| Dynamo Dresda                       | 3–2     | Zürich                 |
| ----------------------------------- | ------- | ---------------------- |
| Schade 18' (pen.) Kreische 54', 63' | Detalii | Cucinotta 37' Risi 64' |

Zürich a învins-o pe Dynamo Dresda 4–4 datorită golului marcat în deplasare.
| Liverpool                            | 3–1     | Saint-Étienne |
| ------------------------------------ | ------- | ------------- |
| Keegan 2' Kennedy 59' Fairclough 84' | Detalii | Bathenay 50'  |

Liverpool a învins-o pe Saint-Étienne 3–2.
| Dinamo Kiev                     | 2–0     | Bayern München |
| ------------------------------- | ------- | -------------- |
| Buryak 83' (pen.) Slobodyan 88' | Detalii |                |

Dinamo Kiev a învins-o pe Bayern München 2–1.
| Club Brugge | 0–1     | Borussia Mönchengladbach |
| ----------- | ------- | ------------------------ |
|             | Detalii | Hannes 84'               |

Borussia Mönchengladbach a învins-o pe Club Brugge 3–2.

## SemiFinalae
| Echipa 1    | Scor gen. | Echipa 2                 | Tur | Retur |
| ----------- | --------- | ------------------------ | --- | ----- |
| Zürich      | 1–6       | Liverpool                | 1–3 | 0–3   |
| Dinamo Kiev | 1–2       | Borussia Mönchengladbach | 1–0 | 0–2   |

### Prima manșă
| Zürich        | 1–3     | Liverpool                         |
| ------------- | ------- | --------------------------------- |
| Risi 6' (pen) | Detalii | Neal 14', 67' (pen.) Heighway 48' |

| Dinamo Kiev     | 1–0     | Borussia Mönchengladbach |
| --------------- | ------- | ------------------------ |
| Onyshchenko 71' | Detalii |                          |

### A doua manșă
| Liverpool                | 3–0     | Zürich |
| ------------------------ | ------- | ------ |
| Case 33', 79' Keegan 83' | Detalii |        |

| Borussia Mönchengladbach       | 2–0     | Dinamo Kiev |
| ------------------------------ | ------- | ----------- |
| Bonhof 31' (pen.) Wittkamp 82' | Detalii |             |

## Finala
| Liverpool                               | 3–1                 | Borussia Mönchengladbach |
| --------------------------------------- | ------------------- | ------------------------ |
| McDermott 28' Smith 64' Neal 82' (pen.) | Detalii MatchCentre | Simonsen 52'             |

## Golgheteri
Golgheterii sezonului de Cupa Campionilor Europeni 1976–77 sunt:
| Loc | Nume                 | Echipă         | Goluri |
| --- | -------------------- | -------------- | ------ |
| 1   | Franco Cucinotta     | Zürich         | 5      |
| 1   | Gerd Müller          | Bayern München | 5      |
| 3   | Kevin Keegan         | Liverpool      | 4      |
| 3   | René van de Kerkhof  | PSV Eindhoven  | 4      |
| 3   | Phil Neal            | Liverpool      | 4      |
| 3   | Tibor Nyilasi        | Ferencváros    | 4      |
| 3   | Conny Torstensson    | Bayern München | 4      |
| 8   | Leonid Buryak        | Dinamo Kiev    | 3      |
| 8   | Steve Heighway       | Liverpool      | 3      |
| 8   | David Johnson        | Liverpool      | 3      |
| 8   | Hans-Jürgen Kreische | Dynamo Dresda  | 3      |
| 8   | Peter Risi           | Zürich         | 3      |
| 8   | Petro Slobodyan      | Dinamo Kiev    | 3      |